# 1924-es magyar atlétikai bajnokság
Az 1924-es magyar atlétikai bajnokságon, amely a 29. magyar bajnokság volt, megszűnt a 3 km-es gyaloglás és új szám lett az ötpróba. Az ötpróba számai a távolugrás, a gerelyhajítás, a 200 m síkfutás, a diszkoszvetés és az 1500 m síkfutás voltak.

## Eredmények

### Férfiak
| Versenyszám        | Arany                                                                    | Arany     | Ezüst                                | Ezüst   | Bronz                                             | Bronz   |
| ------------------ | ------------------------------------------------------------------------ | --------- | ------------------------------------ | ------- | ------------------------------------------------- | ------- |
| 100 m              | Gerő Ferenc KAOE                                                         | 11,0      | Kurunczy Lajos KAOE                  | 11,2    | Rózsahegyi Gusztáv MAC                            | 11,2    |
| 200 m              | Gerő Ferenc KAOE                                                         | 22,3      | Kurunczy Lajos KAOE                  | 22,4    | Gerő Mór KAOE                                     | 23,4    |
| 400 m              | Kurunczy Lajos KAOE                                                      | 50,4      | Gerő Mór KAOE                        | 52,3    | Fedák Béla MAC                                    | 52,4    |
| 800 m              | Benedek János MAC                                                        | 2:00,6    | Szabadits Béla MBSE                  | 2:02,1  | Görög Jenő MTK                                    | 2:02,2  |
| 1500 m             | Bejczy Lajos MAC                                                         | 4:16,8    | Grósz István MTK                     | 4:18,3  | Csekey Gyula MCSFC                                | 4:19,0  |
| 5000 m             | Grósz István MTK                                                         | 15:56,8   | Nagy Sándor Budapesti EAC            | 16:20,5 | Váradi Mihály MTK                                 | 16:26,0 |
| 15 000 m           | Kultsár István MAC                                                       | 51:41,7   | Király Pál                           | 51:42,0 | Csekey Gyula MCSFC                                | 52:14,5 |
| 110 m gát          | Muskát László MTK                                                        | 16,2      | Püspöki Tibor MAC                    | 16,3    | Farkas Mátyás MAC                                 | 18,6    |
| 200 m gát          | Somfay Elemér MAC                                                        | 26,4      | Muskát László MTK                    | 27,4    | Magyar Alajos KAOE                                | 27,8    |
| 400 m gát          | Somfay Elemér MAC                                                        | 57,0      | Beráts László MAC                    | 1:00,1  | Krieger László Ferencvárosi TC                    | 1:01,6  |
| 10 km gyaloglás    | Fekete Mihály ESC                                                        | 47:59,2   | Szablár Péter Ferencvárosi TC        | 49:36,0 | Hegedűs MGSK                                      | 54:45,2 |
| 30 km gyaloglás    | Hóra Ferenc Ferencvárosi TC                                              | 3:10:35,0 |                                      |         |                                                   |         |
| magasugrás         | Gáspár Jenő MAC                                                          | 186 cm    | Magyar József MTK                    | 172 cm  | Serf Egyed Ferencvárosi TC                        | 172 cm  |
| távolugrás         | Haluska József BEAC                                                      | 699 cm    | Molnár Ferenc MAC                    | 688 cm  | Somfay Elemér MAC                                 | 657 cm  |
| hármasugrás        | Somfay Elemér MAC                                                        | 14,05 m   | Molnár Ferenc MAC                    | 13,45 m | Farkas Mátyás MAC                                 | 13,08 m |
| rúdugrás           | Hadházy Dezső MDSE                                                       | 340 cm    | Farkas Mátyás MAC                    | 330 cm  | Brausz Mihály Ferencvárosi TC                     | 320 cm  |
| súlylökés          | Bedő Pál BEAC                                                            | 13,74 m   | Forbát Sándor Ferencvárosi TC        | 13,18 m | Toldi Sándor Ferencvárosi TC                      | 13,15 m |
| diszkoszvetés      | Toldi Sándor Ferencvárosi TC                                             | 42,76 m   | Marvalits Kálmán NTE                 | 41,09 m | Molnár Béla MESE                                  | 40,39 m |
| gerelyhajítás      | Csejthey Lajos BEAC                                                      | 54,77 m   | Gyurkó László Ferencvárosi TC        | 51,42 m | Somfay Elemér MAC                                 | 48,82 m |
| ötpróba            | Somfay Elemér MAC                                                        | 8 pont    | Ghillány Antal MAC                   | 17 pont | Farkas Mátyás MAC                                 | 18 pont |
| mezei futás        | Király Pál ESC                                                           | 48:51,2   | Csekey Gyula MCSFC                   | 49:16,8 | Kultsár István MAC                                | 50:58,8 |
| 4 × 100 m          | Kereskedelmi AOE Magyar Alajos Vida Béla Kurunczy Lajos Gerő Ferenc      | 43,1      | MAC Püspöki Veres Rózsahegyi Juhász  | 44,1    | Kereskedelmi AOE Steinmetz Mazinger Vattay Winter | 44,8    |
| 4 × 400 m          | Kereskedelmi AOE Gerő Mór Steinmetz István Gerő Ferenc Kurunczy Lajos    | 3:25,8    | MAC Bozsik Püspöki Rózsahegyi Juhász | 3:27,2  | MTK Magyar Steiner László Muskát                  | 3:29,6  |
| 4 × 1500 m         | MAC Kultsár István Belloni Gyula Sárvári Benedek Bejczy Lajos            | 17:13,0   | MTK Leichtag Fonyó Bokor Grósz       | 17:21,4 | MTE Steiner Szloboda Cséfay Rózsa                 | 17:51,0 |
| 5000 m csapat      | MAC Kultsár István Belloni Gyula Hennel Emil Kaposi Zoltán Zöllner Dezső | 26 pont   | ESC                                  | 61 pont | MTK                                               | 78 pont |
| mezei futás csapat | MTK Bese József Váradi Mihály Bokor Sándor Csitbay József Grósz István   | 36 pont   | MAC                                  | 43 pont | ESC                                               | 68 pont |

### Magyar atlétikai csúcsok
- 15 km gyaloglás 1:14:22,4 ocs. Szablár Péter FTC Budapest 1924. 11. 9.